# Selters (Taunus)
Selters (Taunus) ist eine Gemeinde im mittelhessischen Landkreis Limburg-Weilburg.

## Geografie

### Geografische Lage
Der größere Teil des Selterser Gemeindegebietes mit den Ortsteilen Niederselters, Eisenbach, Münster und Haintchen liegt im Bereich des östlichen Hintertaunus nördlich des Taunushauptkammes, in 170 bis 500 Meter Höhe. Naturräumlich zählt der Hauptort Niederselters noch zum Südostteil des Limburger Beckens und hat somit Anschluss zur Tallandschaft der Lahn. Der hier von Süden in das Becken mündende Grabenbruch der Idsteiner Senke ist entlang des zur Lahn entwässernden Emsbaches mit dem volkstümlichen Namen Goldener Grund belegt, welcher auf die Klimagunst und fruchtbaren Böden (Lösslehm) Bezug nimmt. Der nördliche Gemeindeteil um den Ort Münster gehört zur geologischen Lahnmulde, welche für ihren Reichtum an Bodenschätzen aus dem Mitteldevon bekannt ist. Von besonderer Bedeutung war hier der Eisenerzbergbau.

### Nachbargemeinden
Selters grenzt im Norden an die Gemeinden Villmar und Weilmünster (beide Landkreis Limburg-Weilburg), im Osten an die Gemeinde Weilrod (Hochtaunuskreis), im Süden an die Stadt Bad Camberg, im Südwesten an die Gemeinde Hünfelden, sowie im Westen an die Gemeinde Brechen (alle drei im Landkreis Limburg-Weilburg).

### Gliederung
Die Gemeinde hat vier Ortsteile (hier mit Einwohnerzahl (Hauptwohnsitz)).
| Ortsteil      | 019100 | 020020 | 020080 | 020170 | 2024 (30. Juni) | Bemerkung                                                                                    |
| ------------- | ------ | ------ | ------ | ------ | --------------- | -------------------------------------------------------------------------------------------- |
| Niederselters | 1455   | 3146   | 3228   | 3147   | 3078            | Verwaltungssitz der Gemeinde, Ursprungsort des Selterswassers, Haltepunkt der Main-Lahn-Bahn |
| Eisenbach     | 1208   | 3040   | 3090   | 2888   | 3194            | Luftkurort                                                                                   |
| Münster       | 977    | 1072   | 1108   | 1056   | 1069            | Erholungsort                                                                                 |
| Haintchen     | 567    | 890    | 922    | 868    | 865             | Erholungsort, sehenswerte Barockkirche                                                       |

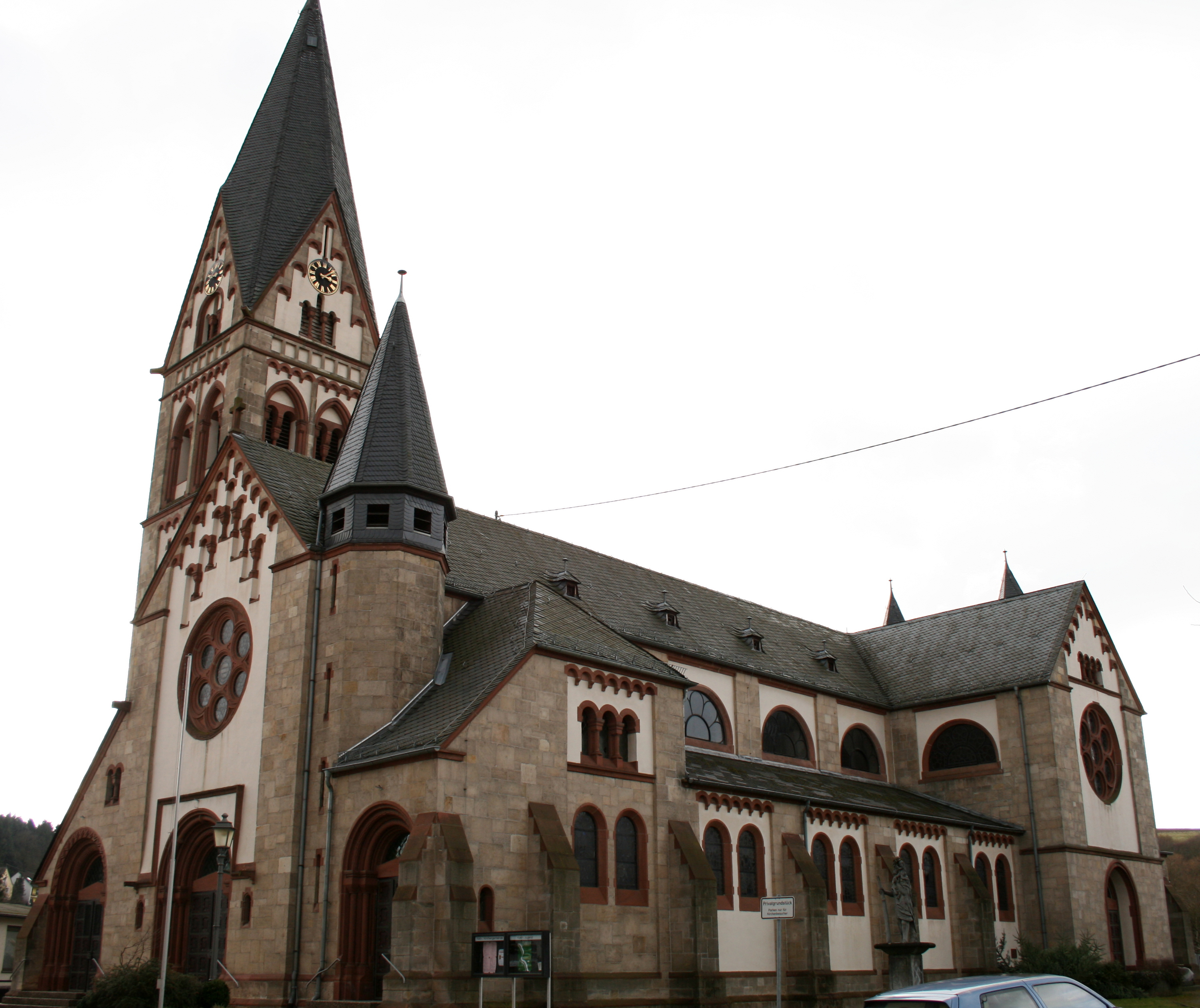
Pfarrkirche St. Christophorus in Niederselters
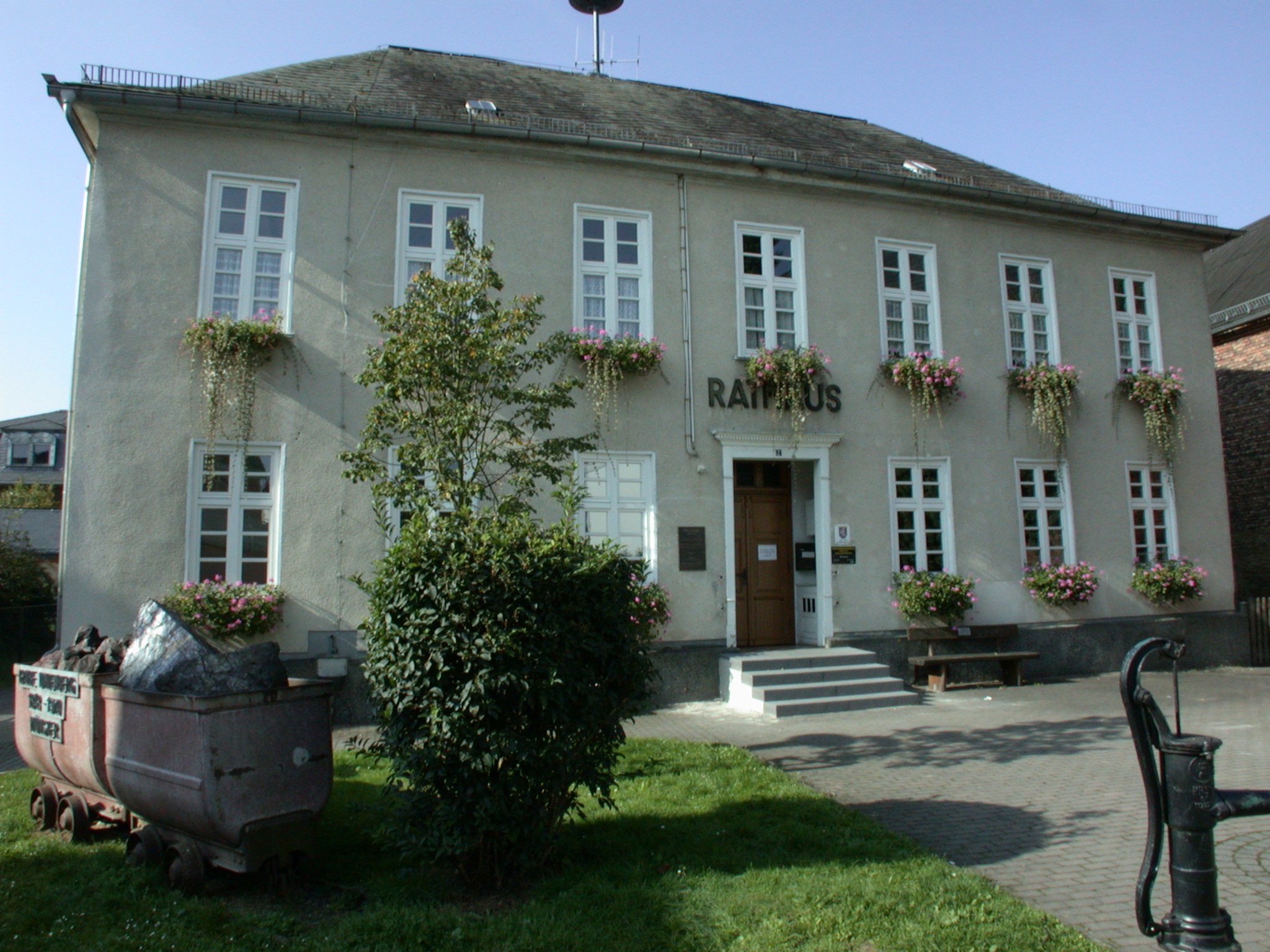
Alte Schule und ehemaliges Rathaus in Münster
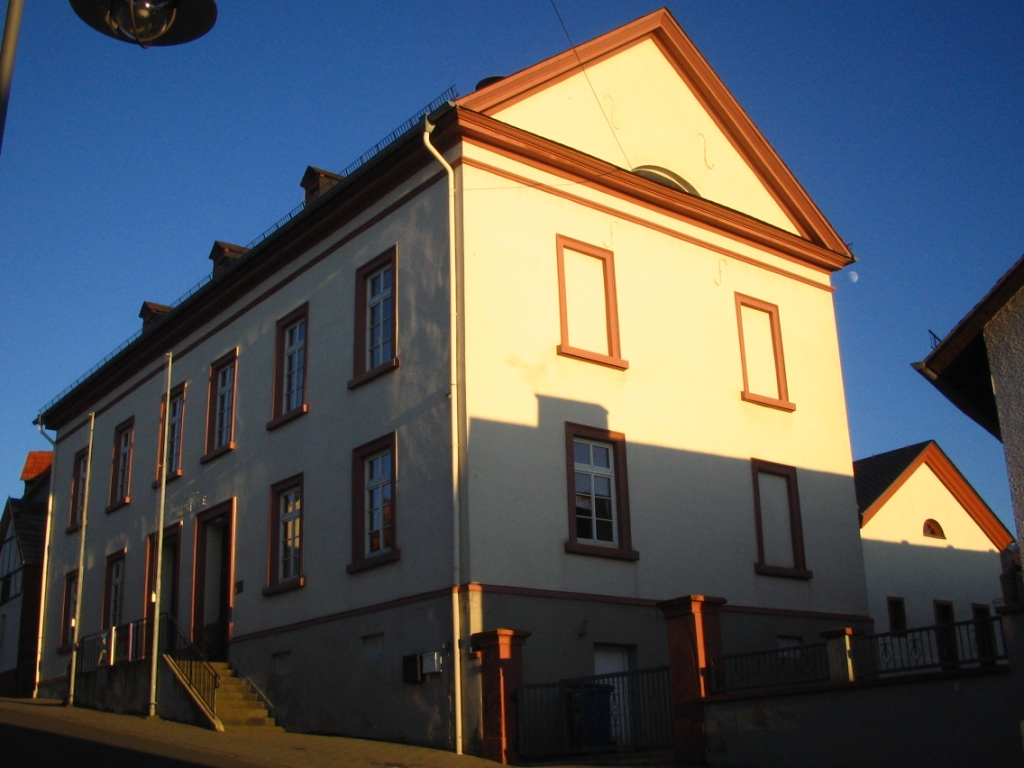
Klassizistische Schule in Haintchen
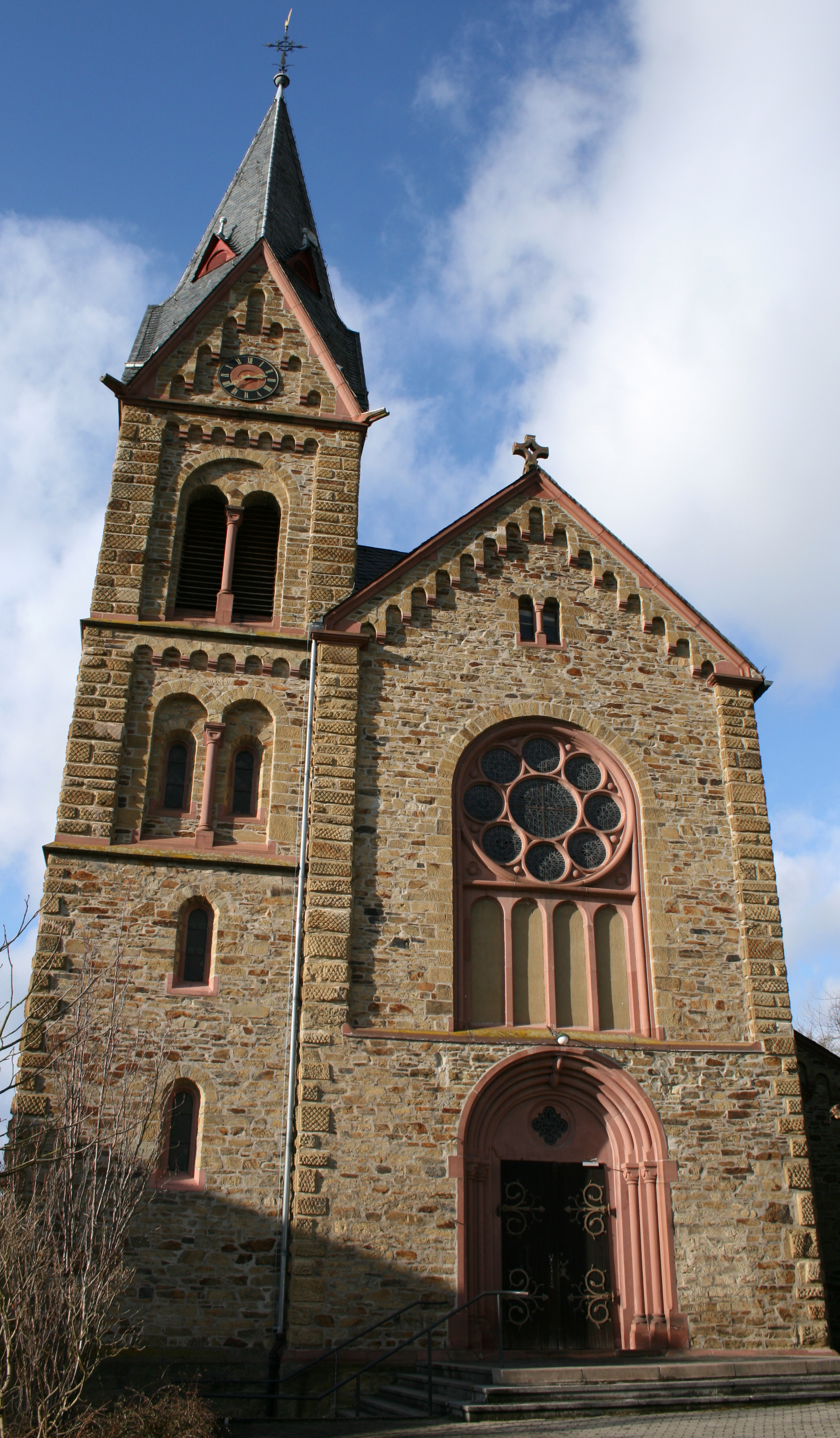
Kirche St. Petrus in Eisenbach

## Geschichte

### Gemeindebildung
Die Gemeinde Selters entstand im Zuge der Gebietsreform in Hessen zum 1. Juli 1974 durch den Zusammenschluss der bis dahin selbständigen Gemeinden Münster (früher Oberlahnkreis) sowie Niederselters, Eisenbach und Haintchen (alle früher Kreis Limburg) zu einer neuen Gemeinde mit dem Namen „Selters (Taunus)“ im neuen Landkreis Limburg-Weilburg kraft Landesgesetz. Für alle nach Selters eingegliederten Gemeinden wurde ein Ortsbezirk mit Ortsbeirat und Ortsvorsteher nach der Hessischen Gemeindeordnung gebildet.

### Bevölkerung

#### Einwohnerstruktur 2011
Nach den Erhebungen des Zensus 2011 lebten am Stichtag dem 9. Mai 2011 in Selters 8.125 Einwohner. Nach dem Lebensalter waren 1251 Einwohner unter 18 Jahren, 3.555 zwischen 18 und 49, 1770 zwischen 50 und 64 und 1.551 Einwohner waren älter. Unter den Einwohnern waren 440 (5,4 Prozent) Ausländer, von denen 227 aus dem EU-Ausland, 137 aus anderen europäischen Ländern (einschließlich Russische Föderation, Türkei und die ehemaligen Staaten „Jugoslawien (Gesamtjugoslawien)“) und 79 aus anderen Staaten kamen. (Bis zum Jahr 2020 erhöhte sich die Ausländerquote auf 9,5 Prozent.) Die Einwohner lebten in 3567 Haushalten. Davon waren 927 Einpersonenhaushalte, 1269 Paare ohne Kinder und 963 Paare mit Kindern, sowie 252 Alleinerziehende und 153 Wohngemeinschaften. In 708 Haushalten lebten ausschließlich Senioren und in 2517 Haushaltungen lebten keine Senioren.

#### Einwohnerentwicklung
| Selters: Einwohnerzahlen von 1973 bis 2020                          | Selters: Einwohnerzahlen von 1973 bis 2020 | Selters: Einwohnerzahlen von 1973 bis 2020 | Selters: Einwohnerzahlen von 1973 bis 2020 | Selters: Einwohnerzahlen von 1973 bis 2020 |
| ------------------------------------------------------------------- | ------------------------------------------ | ------------------------------------------ | ------------------------------------------ | ------------------------------------------ |
| Jahr                                                                |                                            |                                            |                                            | Einwohner                                  |
| 1973                                                                | 1973                                       |                                            | 6.285                                      | 6.285                                      |
| 1975                                                                | 1975                                       |                                            | 6.254                                      | 6.254                                      |
| 1980                                                                | 1980                                       |                                            | 6.433                                      | 6.433                                      |
| 1985                                                                | 1985                                       |                                            | 6.639                                      | 6.639                                      |
| 1990                                                                | 1990                                       |                                            | 7.062                                      | 7.062                                      |
| 1995                                                                | 1995                                       |                                            | 7.943                                      | 7.943                                      |
| 2000                                                                | 2000                                       |                                            | 8.291                                      | 8.291                                      |
| 2005                                                                | 2005                                       |                                            | 8.254                                      | 8.254                                      |
| 2010                                                                | 2010                                       |                                            | 8.027                                      | 8.027                                      |
| 2011                                                                | 2011                                       |                                            | 8.125                                      | 8.125                                      |
| 2015                                                                | 2015                                       |                                            | 8.084                                      | 8.084                                      |
| 2020                                                                | 2020                                       |                                            | 7.936                                      | 7.936                                      |
| Quelle(n): Hessisches Statistisches Informationssystem; Zensus 2011 |                                            |                                            |                                            |                                            |

#### Religionszugehörigkeit
| • 1987: | 1469 evangelische (= 22,3 %), 4296 katholische (= 65,2 %), 823 sonstige (= 12,5 %) Einwohner  |
| • 2011: | 1529 evangelische (= 18,8 %), 3839 katholische (= 47,2 %), 2757 sonstige (= 33,9 %) Einwohner |

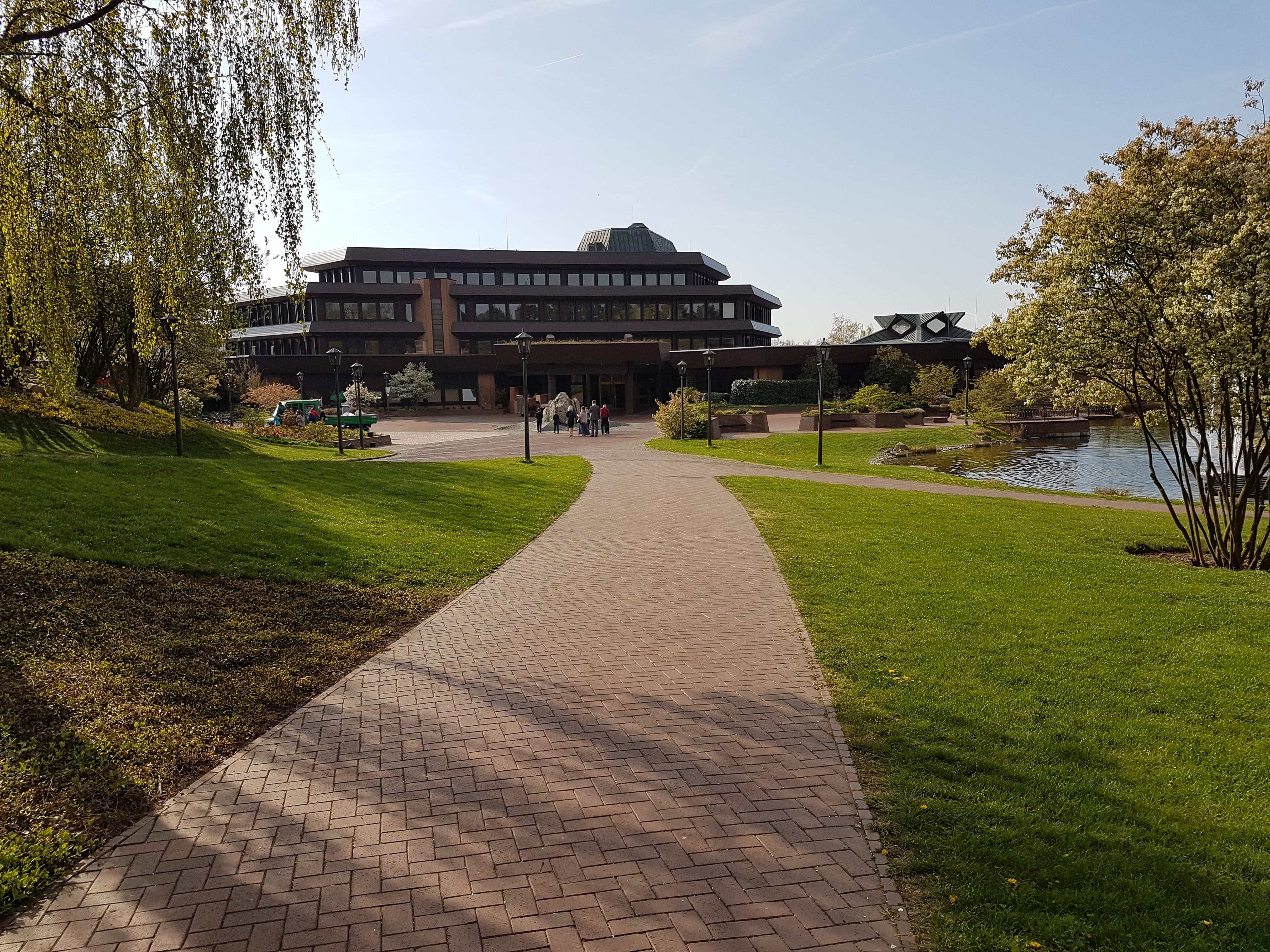
Hauptgebäude des Zweigbüros Zentraleuropa von Jehovas Zeugen in Niederselters

Das Zweigbüro Zentraleuropa der Zeugen Jehovas befindet sich in der Gemeinde Selters im Taunus. Von dort aus wird die Tätigkeit der Zeugen Jehovas im deutschsprachigen Raum koordiniert. Seit dem Jahr 1979 leben und arbeiten in Niederselters etwa 1050 Mitglieder der Religionsgemeinschaft unter anderem in den Druckereien, Übersetzungs-Büros, Organisations- und Logistikabteilungen, sowie in den Werkstätten in einer ordensähnlichen Gemeinschaft zusammen. In Selters wird für über 25.000 Gemeinden der Zeugen Jehovas in fast 100 Ländern Literatur gedruckt und von dort aus versandt.

## Politik

### Gemeindevertretung
Die Kommunalwahl am 14. März 2021 lieferte folgendes Ergebnis, in Vergleich gesetzt zu früheren Kommunalwahlen:
| Sitzverteilung in der Gemeindevertretung 2021Insgesamt 31 Sitze - SPD: 4 - Grüne: 4 - UWE: 6 - FWS: 5 - CDU: 12 | Parteien und Wählergemeinschaften | Parteien und Wählergemeinschaften           | 2021  | 2021  | 2016  | 2016  | 2011  | 2011  | 2006  | 2006  | 2001  | 2001  |
| Sitzverteilung in der Gemeindevertretung 2021Insgesamt 31 Sitze - SPD: 4 - Grüne: 4 - UWE: 6 - FWS: 5 - CDU: 12 | Parteien und Wählergemeinschaften | Parteien und Wählergemeinschaften           | %     | Sitze | %     | Sitze | %     | Sitze | %     | Sitze | %     | Sitze |
| Sitzverteilung in der Gemeindevertretung 2021Insgesamt 31 Sitze - SPD: 4 - Grüne: 4 - UWE: 6 - FWS: 5 - CDU: 12 | CDU                               | Christlich Demokratische Union Deutschlands | 37,4  | 12    | 43,6  | 14    | 49,5  | 15    | 47,7  | 15    | 49,8  | 15    |
| Sitzverteilung in der Gemeindevertretung 2021Insgesamt 31 Sitze - SPD: 4 - Grüne: 4 - UWE: 6 - FWS: 5 - CDU: 12 | UWE                               | Unabhängige Wähler Eisenbach                | 20,2  | 6     | 16,4  | 5     | –     | –     | –     | –     | –     | –     |
| Sitzverteilung in der Gemeindevertretung 2021Insgesamt 31 Sitze - SPD: 4 - Grüne: 4 - UWE: 6 - FWS: 5 - CDU: 12 | SPD                               | Sozialdemokratische Partei Deutschlands     | 14,2  | 4     | 20,4  | 6     | 26,4  | 8     | 28,5  | 9     | 34,0  | 11    |
| Sitzverteilung in der Gemeindevertretung 2021Insgesamt 31 Sitze - SPD: 4 - Grüne: 4 - UWE: 6 - FWS: 5 - CDU: 12 | FWS                               | Freie Wähler Selters (Taunus)               | 15,1  | 5     | 19,6  | 6     | –     | –     | –     | –     | –     | –     |
| Sitzverteilung in der Gemeindevertretung 2021Insgesamt 31 Sitze - SPD: 4 - Grüne: 4 - UWE: 6 - FWS: 5 - CDU: 12 | Grüne                             | Bündnis 90/Die Grünen                       | 13,1  | 4     | –     | –     | –     | –     | –     | –     | –     | –     |
| Sitzverteilung in der Gemeindevertretung 2021Insgesamt 31 Sitze - SPD: 4 - Grüne: 4 - UWE: 6 - FWS: 5 - CDU: 12 | BLN                               | Bürger Liste Niederselters                  | –     | –     | –     | –     | 11,9  | 4     | 11,4  | 3     | 10,4  | 3     |
| Sitzverteilung in der Gemeindevertretung 2021Insgesamt 31 Sitze - SPD: 4 - Grüne: 4 - UWE: 6 - FWS: 5 - CDU: 12 | FWH                               | Freie Wählergemeinschaft Haintchen          | –     | –     | –     | –     | 7,1   | 2     | 6,2   | 2     | 5,8   | 2     |
| Sitzverteilung in der Gemeindevertretung 2021Insgesamt 31 Sitze - SPD: 4 - Grüne: 4 - UWE: 6 - FWS: 5 - CDU: 12 | FWM                               | Freie Wähler Münster                        | –     | –     | –     | –     | 5,1   | 2     | 6,2   | 2     | –     | –     |
| Sitzverteilung in der Gemeindevertretung 2021Insgesamt 31 Sitze - SPD: 4 - Grüne: 4 - UWE: 6 - FWS: 5 - CDU: 12 | Gesamt                            | Gesamt                                      | 100,0 | 31    | 100,0 | 31    | 100,0 | 31    | 100,0 | 31    | 100,0 | 31    |
| Sitzverteilung in der Gemeindevertretung 2021Insgesamt 31 Sitze - SPD: 4 - Grüne: 4 - UWE: 6 - FWS: 5 - CDU: 12 | Wahlbeteiligung in Prozent        | Wahlbeteiligung in Prozent                  | 51,2  | 51,2  | 53,0  | 53,0  | 34,1  | 34,1  | 43,0  | 43,0  | 46,1  | 46,1  |

### Bürgermeister

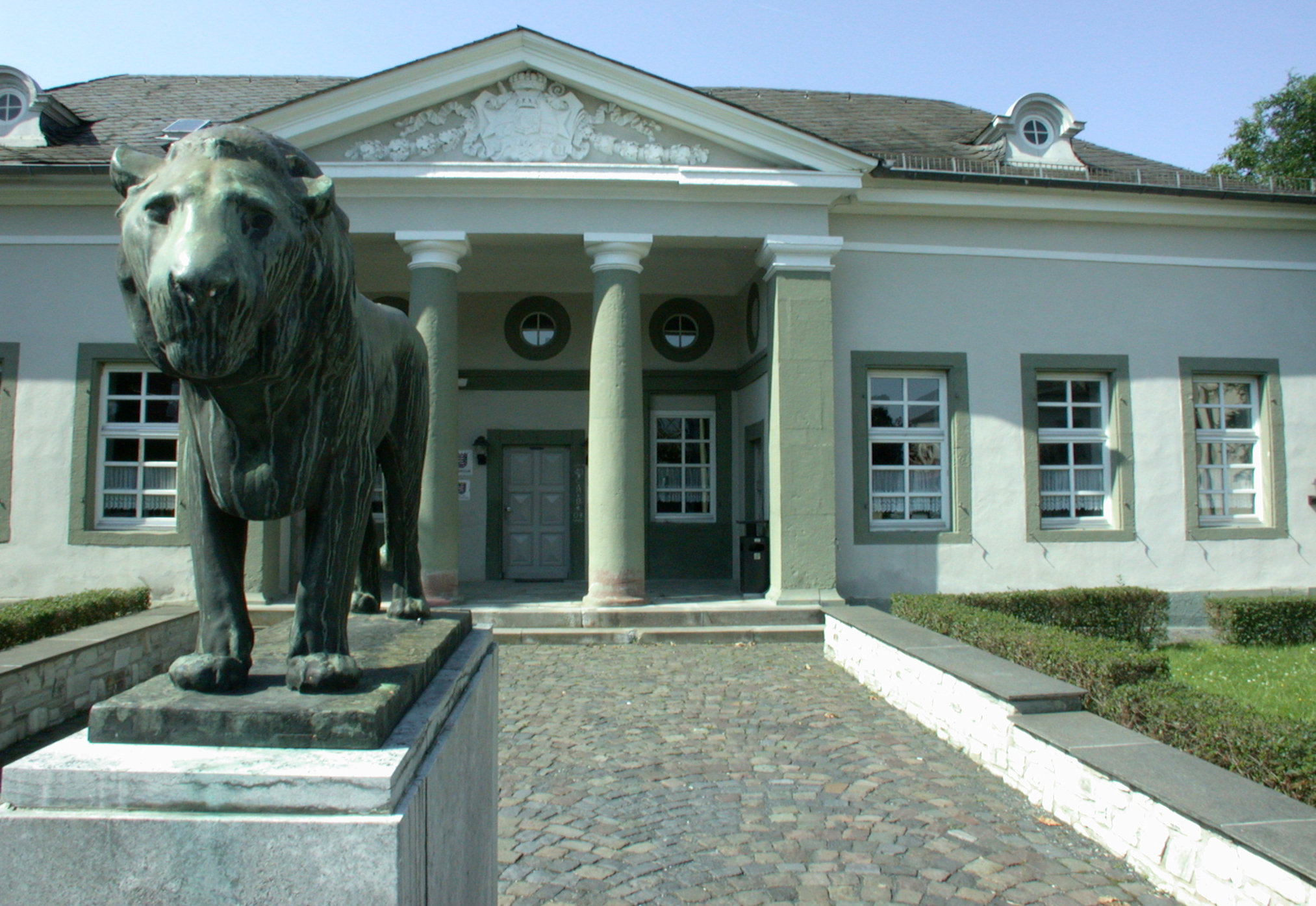
Rathaus der Gemeinde Selters in Niederselters, ehemalige Kaserne des Kurfürstentums Trier

Nach der hessischen Kommunalverfassung wird der Bürgermeister für eine sechsjährige Amtszeit gewählt, seit dem Jahr 1993 in einer Direktwahl, und ist Vorsitzender des Gemeindevorstands, dem in der Gemeinde Selters neben dem Bürgermeister ehrenamtlich ein Erster Beigeordneter und sieben weitere Beigeordnete angehören. Bürgermeister ist seit dem 1. August 2022 der parteiunabhängige Jan Pieter Subat. Er wurde als Nachfolger von Bernd Hartmann, der nach zwei Amtszeiten nicht wieder kandidiert hatte, am 27. März 2022 in einer Stichwahl bei 56,22 Prozent Wahlbeteiligung mit 54,93 Prozent der Stimmen gewählt.
Amtszeiten der Bürgermeister
- 2022–2028 Jan Pieter Subat[17]
- 2010–2022 Bernd Hartmann[18]
- 1986–2010 Norbert Zabel (CDU)
- 1974–1986 Josef Wältermann (CDU)

### Hoheitszeichen

Banner-flagge

|                             | Wappen der Gemeinde Selters (Taunus) |
| Wappen von Selters (Taunus) | Blasonierung: „Gevierter Schild; Feld 1 in Rot ein geneigter silberner Krug mit ausfließendem silbernen, blau durchsetztem Wasser; Feld 2 in Silber der rote obere Teil eines Krummstabes mit dem roten oberen Teil eines Kreuzstabes schräg gekreuzt; Feld 3 in Silber ein rotes Schlägel und Eisen; Feld 4 in Rot auf blau-silbernem Wellenfuß ein schwimmender silberner Schwan.“ |
| Wappen von Selters (Taunus) | Das Wappen wurde am 30. Juli 1980 durch den Hessischen Minister des Inneren genehmigt. |

## Kultur und Sehenswürdigkeiten

### Bauwerke

#### Eisenbach
- Katholische Pfarrkirche St. Petrus von 1896–1898
- Hof zu Hausen, 1275 erstmals erwähnt, in der Nähe von Eisenbach
- Zweistöckige, traufständige Wohnhäuser mit Dekorfassaden aus Stuckornamenten, erbaut um das Jahr 1900

#### Haintchen
- Katholische Pfarrkirche St. Nikolaus von 1749–1750
- klassizistisches Schulgebäude von 1843–1844
- Heiligenhäuschen und Bildstöcke im Orts- und Gemarkungsbereich von Mitte des 18. Jahrhunderts

#### Münster
- evangelische Wehrkirche aus dem 12. Jahrhundert
- alte Schule von 1826–1827
- Ehemalige Erzberggrube Lindenberg aus dem 19. und 20. Jahrhundert

#### Niederselters
- Alte Kirche von 1717, heute Veranstaltungs- und Kulturzentrum
- Katholische Pfarrkirche St. Christophorus von 1908–1909
- Rathaus (ehem. kurtrierische Kaserne) von 1787–1789
- Selters Mineralbrunnen
- Ehemaliger Gasthof Zum Römischen Kaiser aus dem 18. Jahrhundert

### Museen
- Heimatmuseum in Münster
- Selterswassermuseum in Niederselters

## Wirtschaft und Infrastruktur

### Selterswasser

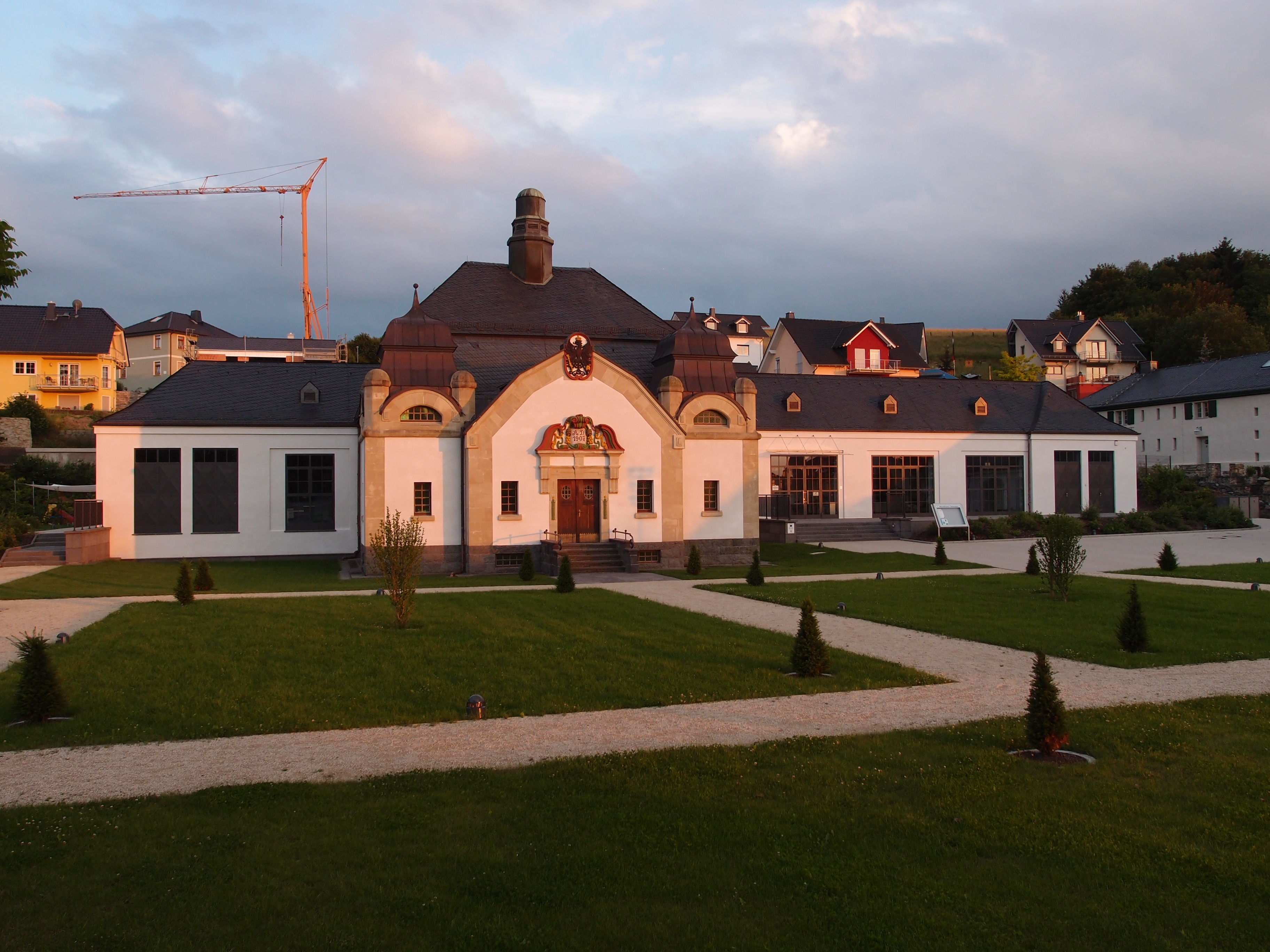
Restaurierter Brunnentempel in Niederselters mit ehemaligen Abfüllgebäuden

Im Ortsteil Niederselters befindet sich ein ergiebiger Mineralbrunnen, der dem Selterswasser seinen Namen gab.
Die Selters-Quelle wurde im Jahr 772 erstmals erwähnt. Im Jahr 1581 widmete der Stadtarzt von Worms, Jakob Theodor Tabernaemontanus, dem Niederselterser Sauerbrunnen zehn Seiten in seiner Brunnenchronik Neuw Wasserschatz und legte damit den Grundstein für die Berühmtheit des Brunnens. Es entwickelte sich bald ein bescheidener Kurbetrieb.
Neben der eher unbedeutenden Trinkkur betrieb Kurtrier einen sich schnell ausdehnenden Wasserversand in Steinkrügen aus dem Kannenbäckerland bis nach Skandinavien, Russland, Nordamerika, Afrika und sogar, wie es für das Jahr 1791 belegt ist, bis nach Batavia in Niederländisch-Ostindien. Der den Gefäßen aufgeprägte Ortsname Selters schuf dann auch bald den Namen Selters-Wasser als einen Markennamen für Mineralwasser von Weltruf. Das Herzogtum Nassau übernahm 1803 Niederselters als willkommene Einnahmequelle und baute das Exportgeschäft aus. Nach der Annexion von Nassau durch Preußen im Jahr 1866 wurde das Wasser sogar zu Königlich-Selters und nach dem Ende der Monarchie zur Staatsquelle Niederselters. Das Land Hessen als Rechtsnachfolger Preußens verkaufte die Selters-Quelle 1970. Danach wechselten die Eigentümer immer schneller. Im Jahr 1999 wurde die Abfüllung am Brunnen in Niederselters eingestellt. Seit 2001 ist die Gemeinde Selters im Besitz der Quelle.
Am 26. Juni 2011 wurde der restaurierte Selters Mineralbrunnen, bestehend aus dem historischen Brunnentempel, dem Selterswassermuseum, der Haustrunkanlage, dem Park, den Veranstaltungsräumen und der Kinderkrippe, eingeweiht. Der Mineralbrunnen ist Teil des Gesamtkonzepts Geopark Westerwald-Lahn-Taunus.

### Verkehr
Selters hat sich zu einer beliebten Wohngemeinde entwickelt, da es mit der rund fünf Kilometer entfernten Anschlussstelle Bad Camberg der Bundesautobahn 3 gut an das Fernstraßennetz angebunden ist. Weiterhin verläuft durch Niederselters die Bundesstraße 8.
Der Ortsteil Niederselters hat einen Bahnhof an der Main-Lahn-Bahn. Nächstgelegener Fernbahnhof ist der Bahnhof Limburg Süd.

### Bildung
Für die Gemeinde Selters besteht die Mittelpunktschule Goldener Grund in Niederselters. Diese hat einen Grund-, Haupt- und Realschulzweig. Als weiterführende Schule wird die Taunusschule in Bad Camberg besucht. Darüber hinaus besuchen Schüler aus Selters Schulen in Limburg.

### Öffentliche Einrichtungen
- Katholischer Kindergarten Eisenbach
- Gemeindeeigener Kindergarten Haintchen
- Evangelischer Kindergarten Münster
- Katholischer Kindergarten Niederselters

- Freiwillige Feuerwehr Eisenbach, gegründet 1905 (seit 2. Juni 1973 einschließlich Jugendfeuerwehr)
- Freiwillige Feuerwehr Haintchen, gegründet 1932 (seit 14. November 1973 einschließlich Jugendfeuerwehr)
- Freiwillige Feuerwehr Münster, gegründet 1933 (seit 30. November 1989 einschließlich Jugendfeuerwehr)
- Freiwillige Feuerwehr Niederselters, gegründet 1884 (seit 1. Januar 1971 einschließlich Jugendfeuerwehr)

## Persönlichkeiten
- Karl Caesar (1874–1942), geboren in Münster, Architekt und Hochschullehrer
- Theodor Hettinger (1922–1994), geboren in Niederselters, Mediziner, Hochschullehrer, Mitbegründer der modernen Arbeitsmedizin
- Wolfgang Schmidt (1934–2000), geboren in Niederselters, Politiker (SPD), Mitglied des Deutschen Bundestages
- Otti Geschka (* 1939), geboren in Haintchen, Politikerin (CDU) und Staatssekretärin a. D.
- Literatur über Selters nach Register nach GND In: Hessische Bibliographie